# Кульмінація (астрономія)
Кульмінація небесного світила — проходження світила через небесний меридіан спостерігача.
Далекі небесні тіла (зорі, планети) проходять через небесний меридіан двічі на добу, відповідно, кульмінації поділяють на верхню й нижню.
Знаючи схилення світила (δ) й широту місця спостереження (φ) можна обчислити зенітну відстань світила в моменти кульмінацій (zн — у нижній кульмінації, zв — у верхній):
zн = 180º — (φ + δ);
zв; пд.з = φ — δ;
zв; пн.з = δ — φ.
Навпаки, спостерігаючи яку-небудь зорю у верхній і нижній кульмінаціях, можна визначити її схилення й широту місця спостереження. Якщо верхня кульмінація зорі відбувається південніше від зеніту, то
δ = 90° — (zн+zв; пд.з)/2;
φ = 90° — (zн-zв; пд.з)/2;
а якщо до півночі від зеніту, то
δ = 90° — (zн-zв; пд.з)/2;
φ = 90° — (zн+zв; пд.з)/2.